# Harrison Wood
Harrison Wood (Torquay, 14 giugno 2000) è un ciclista su strada britannico che corre per il team Anicolor-Tien 21. È professionista dal 2023.

## Palmarès
- 2022 (AVC Aix-en-Provence, due vittorie)

4ª tappa Tour de Saône-et-Loire (La Roche-Vineuse > Cluny)
2ª tappa Vuelta al Bidasoa (Hendaye > Hondarribia)

### Altri successi
- 2018 (Juniores)

Classifica scalatori Junior Tour of Wales
- 2019 (AVC Aix-en-Provence)

Classifica giovani Vuelta a Castellón
- 2022 (AVC Aix-en-Provence)

Classifica a punti Vuelta a Navarra

## Piazzamenti

### Grandi Giri
- Giro d'Italia

2024: 66º

### Classiche monumento
- Milano-Sanremo

2023: 85º
2024: 127º
- Giro di Lombardia

2023: ritirato